# Louis Alexander Simons
Louis Alexander Simons (* 27. Februar 1843 in Köln; † 27. Mai 1908 in Bad Godesberg) war ein preußischer Verwaltungsbeamter und Landrat.

## Leben
Der evangelische Louis Alexander Simons war ein Sohn des Generaladvokaten beim Rheinischen Appellationsgericht in Köln (und später noch beim preußischen Justizminister) Ludwig Simons und dessen Ehefrau Charlotte, geborene Meckel († 17. Juli 1889 in Elberfeld). Nach dem Besuch des Friedrich-Wilhelms-Gymnasiums in Berlin und der abgelegten Reifeprüfung im Frühjahr 1860 absolvierte er bis 1863 ein Studium der Rechtswissenschaften in Berlin, Heidelberg, Göttingen und Köln. Am 25. März 1863 wurde er Auskultator beim Kreisgericht Berlin. Nach der Ernennung zum Gerichtsreferendar am 23. November 1864 begann er eine Ausbildung beim Kreisgericht Hamm sowie beim Appellationsgericht Hamm. Am 22. Juni 1867 absolvierte er sein drittes juristisches Examen, wonach er am 16. November 1867 (mit Dienstalter vom 9. Oktober 1867) zum Gerichtsassessor ernannt und zur Ausbildung im Rheinischen Recht an das Landgericht Trier überwiesen wurde. Am 15. Februar 1869 wurde er Hilfsarbeiter bei der Regierung Trier und ab dem 11. November 1869 übernahm er vertretungsweise die Verwaltung des Landratsamtes Saarbrücken. Am 5. Januar 1871 wurde er zum kommissarischen Landrat des Landkreises Gladbach ernannt, dem am 13. Februar 1871 die Übernahme als Regierungsassessor in die allgemeine Verwaltung und am 2. März 1872 die definitive Ernennung zum Landrat mittels Allerhöchster Kabinettsorder (AKO) folgte. Zum 1. Juni 1873 wurde er auf eigenen Antrag vom 25. April (mit Dimissoriale vom 14. Mai) aus dem Staatsdienst entlassen. Im Anschluss betätigte er sich als Begründer und Leiter von Kartellen in der Industrie.

## Familie
Louis Alexander Simons heiratete am 17. Juni 1869 Caroline (Lina) Weber (* 21. Dezember 1844 in Duisburg; † 3. März 1889 in Düsseldorf), Tochter des Kaufmanns Carl August Weber zu Duisburg (* 25. November 1808 in Mudersbach; † 14. November 1882) und dessen Ehefrau Katharina, geborene Fahlenbruch. Eine gemeinsame Tochter war die spätere Dozentin an der Kunstgewerbeschule Düsseldorf und Professorin an der Akademie für Angewandte Kunst München Anna Simons (* 8. Juni 1871 in München-Gladbach; † 2. April 1951 in Prien).